# Museo de la Palabra (Valencia)
El Museo de la Palabra - Archivo de la Memoria Oral Valenciana es un archivo audiovisual en línea de datos biográficos realizado por el Museu Valencià d'Etnologia en colaboración con la Academia Valenciana de la Lengua (AVL), surgido de la firma de un convenio de colaboración de ambas instituciones el año 2016. Ambas instituciones son dueñas de los archivos y de la base de datos del proyecto, estando comprometidas a intercambiarse los fondos que cada una de ellas ha ido recopilando a lo largo del tiempo.
Está formado por alrededor de 400 entrevistas grabadas en formato digital, transcritas, indexadas y disponibles para consulta en internet. La Academia Valenciana de la Lengua puso a disposición del proyecto su fondo de entrevistas hechas a escritores, intelectuales i personalidades valencianas, y además, dio soporte técnico lingüístico a todas las acciones derivadas de la firma del convenio de colaboración del que surgió el Museu de la palabra.
El proyecto, iniciado en el año 2002 por el Museu Valencià d'Etnologia, tiene por objetivo recopilar, estudiar y difundir la memoria oral de los valencianos mediante entrevistas biográficas abiertas con voluntad de relato rememorativo. La primera entrevista recopilada fecha del año 2002 y el proyecto se llevó a cabo durante 10 años recibiendo un fuerte refuerzo con la firma del convenio con la AVL.
El proyecto del museo utiliza Dédalo como apoyo informático.